# Ljoedmila Popkova
Ljoedmila Ivanova Popkova (Russisch: Людмила Ивановна Попкова; geboortenaam: Никитина; Nikitina, Leningrad, 10 oktober 1937) is een voormalig basketbalspeelster die uitkwam voor het nationale team van de Sovjet-Unie. Ze werd Meester in de sport van de Sovjet Unie in 1959. Ze overleefde het Beleg van Leningrad.

## Carrière
Popkova speelde haar gehele carrière voor Boerevestnik Leningrad. Met Boerevestnik werd ze tweede in 1964 en derde in 1961 en 1968 op het Landskampioenschap van de Sovjet-Unie. Ook kwam ze twee keer uit voor RSFSR Leningrad op de Spartakiade van de Volkeren van de USSR. Ze werd tweede in 1963 en derde in 1959.
Met het nationale team van de Sovjet-Unie won Popkova één keer goud op het Europees kampioenschap in 1960.

## Erelijst
- Landskampioen Sovjet-Unie:
  - Tweede: 1963, 1964
  - Derde: 1959, 1961, 1968
- Europees kampioenschap: 1
  - Goud: 1960